# Sommation symbolique
En mathématiques, et plus particulièrement en calcul formel, la sommation symbolique consiste à calculer la somme d'une suite finie ou d'une série, en général sous forme d'une formule ne faisant plus apparaître de signe somme. Un autre volet du problème est de déterminer qu'une somme donnée n'admet pas d'expression dans une certaine classe de formules.

## Description
On distingue deux grandes catégories de problèmes de sommation symbolique : la sommation définie et la sommation indéfinie.
La sommation indéfinie est l'analogue discret du calcul de primitives. Il s'agit de calculer en fonction d'un paramètre {\displaystyle n} des sommes comme
{\displaystyle \sum _{k=1}^{n}k={\frac {n(n+1)}{2}}}
où le domaine de sommation dépend de {\displaystyle n}.
La sommation définie correspond quant à elle au calcul d'intégrales (définies). Elle consiste à calculer la somme d'une expression (qui peut dépendre d'un ou plusieurs paramètres) sur un ensemble d'indices fixé, fini ou infini, comme dans
{\displaystyle \sum _{k=1}^{\infty }{\frac {1}{k^{2}}}={\frac {\pi ^{2}}{6}}}.
Une somme comme {\displaystyle \sum _{k=0}^{n}{\binom {n}{k}}} est aussi considérée comme une somme définie, dans la mesure où elle peut se réécrire
{\displaystyle \sum _{k=0}^{n}{\binom {n}{k}}=\sum _{k=0}^{\infty }{\binom {n}{k}}=2^{n}}.
Parmi les algorithmes classiques de sommation symbolique, on peut citer l'algorithme de Gosper (en) et l'algorithme de Wilf-Zeilberger, dédiés respectivement aux sommes hypergéométriques indéfinies et définies.